# Ostafrika

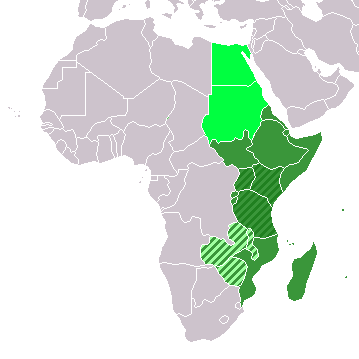
Ostafrika (UN-Subregion)
Ostafrikanische Gemeinschaft (EAC)
Geografisches Ostafrika, einschließlich der UN-Subregion und der Ostafrikanischen Gemeinschaft
Ehemalige Zentralafrikanische Föderation

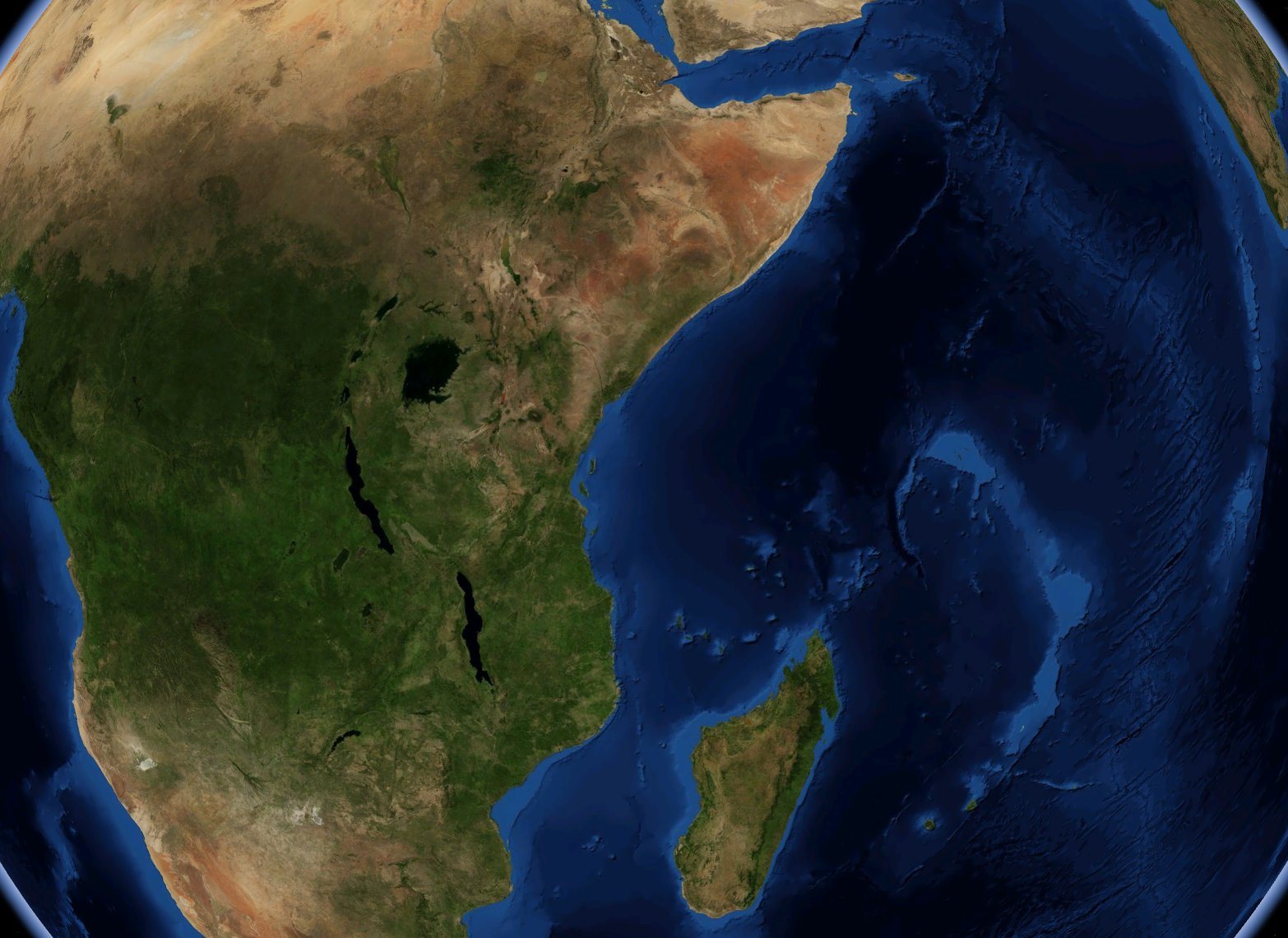
Satellitenfoto, Ostafrika im zentralen Bereich der Aufnahme

Als Ostafrika werden die östlichen Länder des afrikanischen Kontinents bezeichnet, mit unterschiedlichen geographischen oder politischen Definitionen.

## Ostafrika

### Allgemein
Reiseveranstalter beziehen sich bei Ostafrika auf Grund touristischen Interesses oft nur auf die Safari-Gebiete Kenia, Uganda und Tansania.
Der geografische Raum Ostafrika ist kulturell sehr heterogen. An der Küste gibt es eine repräsentativ-homogene Kulturtradition, die von Ostarabien und Indien mitgeprägte Gesellschaftsform der Swahili. Im Küstenhinterland leben auf engem Raum verschiedenste Volksgruppen. Neben den Ostbantu leben dort auch Nachfahren der Kuschiten, Niloten und San, die sogenannten Buschleute. Die Küstengesellschaft der Swahili hat ihre Blütezeit lange hinter sich. Die Sprache Swahili dominiert in der Region um die großen Seen.

### Geographisch
Die geographische Definition umfasst die Region etwa östlich des Nils beziehungsweise östlich des Ostafrikanischen Grabenbruchs. Eine eingeschränkte Definition begrenzt Ostafrika auf das Gebiet östlich des Ostafrikanischen Grabenbruchs zwischen Äthiopien und dem Fluss Rovuma, was die Länder Kenia, Tansania, Uganda, Burundi und Ruanda beinhaltet. Teilweise werden Teile Mosambiks, Malawis und des Sudan hinzugezählt.

### Politische Gliederung

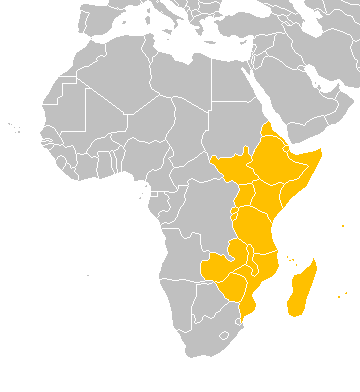
Ostafrika (Abgrenzung nach der UN-Statistikabteilung)

In der Statistikabteilung der UN werden unter dem Statistikbezirk Östliches Afrika mit Stand Oktober 2013 folgende 20 Länder unter Ostafrika geführt:
- Äthiopien (Hauptstadt Addis Abeba)
- Burundi (Hauptstadt Gitega)
- Dschibuti (Hauptstadt Dschibuti (Stadt))
- Eritrea (Hauptstadt Asmara)
- Kenia (Hauptstadt Nairobi)
- Komoren (Hauptstadt Moroni)
- Madagaskar (Hauptstadt Antananarivo)
- Malawi (Hauptstadt Lilongwe)
- Mauritius (Hauptstadt Port Louis)
- Mayotte (Hauptstadt Mamoudzou)
- Mosambik (Hauptstadt Maputo)
- Réunion (Hauptstadt Saint-Denis)
- Ruanda (Hauptstadt Kigali)
- Sambia (Hauptstadt Lusaka)
- Seychellen (Hauptstadt Victoria)
- Simbabwe (Hauptstadt Harare)
- Somalia (Hauptstadt Mogadischu)
- Südsudan (Hauptstadt Juba)
- Tansania (Hauptstadt Dodoma / Regierungssitz Daressalam)
- Uganda (Hauptstadt Kampala)

Außerdem zählen die geographischen Gebiete  Britisches Territorium im Indischen Ozean und  Französische Süd- und Antarktisgebiete (teilweise) zu Ostafrika.

### Ostafrikanische Gemeinschaft
Die Ostafrikanische Gemeinschaft ist eine wirtschaftliche Integrationsform der ostafrikanischen Länder Kenia, Uganda, Tansania, Ruanda und Burundi mit dem Ziel einer Wirtschafts- und Zollunion.

## Geschichte

### Kolonialgeschichte

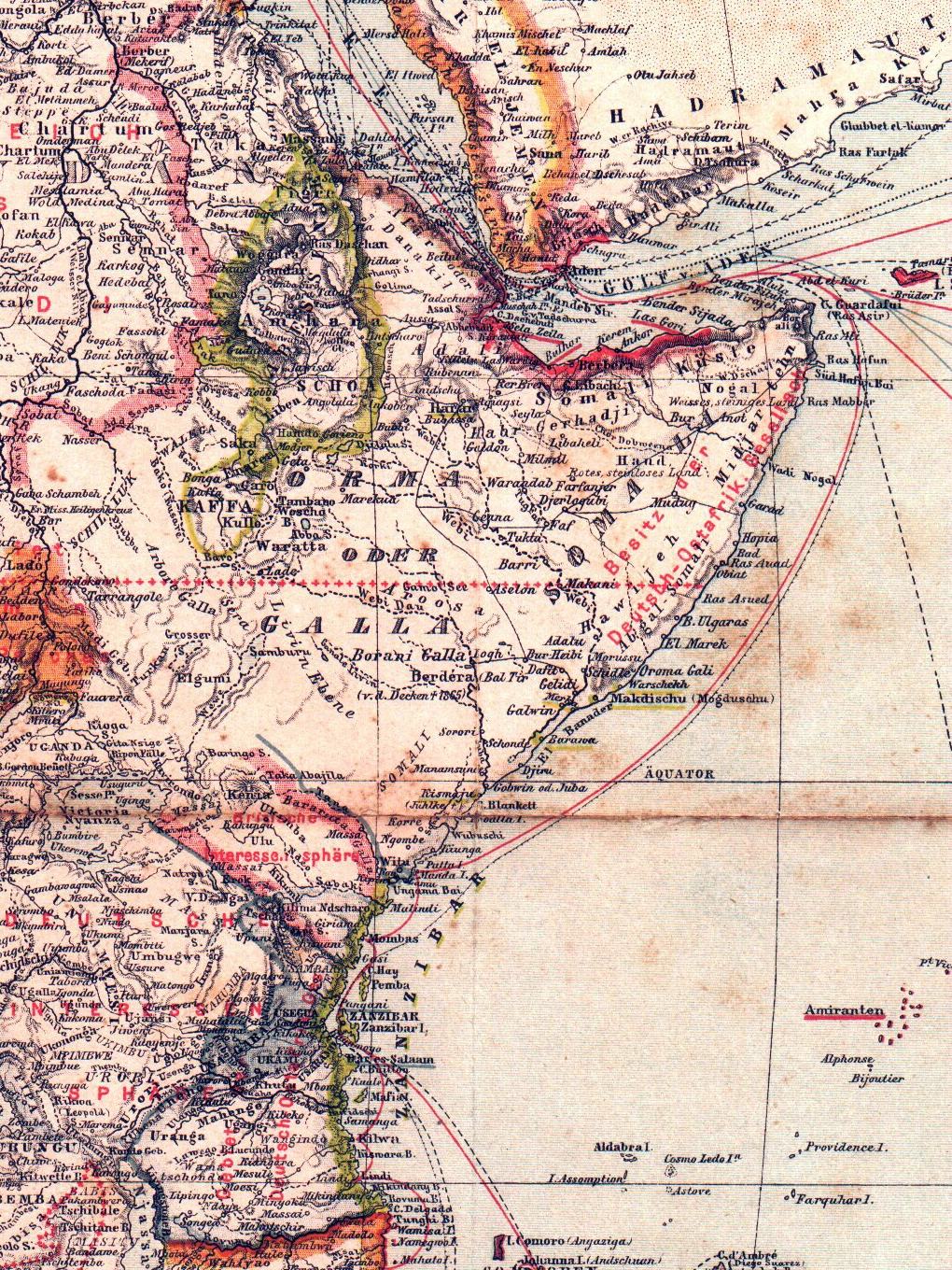
Gebietsansprüche europäischer Kolonialmächte in Ostafrika Ende des 19. Jahrhunderts (Brockhaus-Übersicht von 1887): Das spätere Italienisch-Somaliland ist noch als „deutscher Besitz“ gekennzeichnet

Die heutigen Staaten Tansania (Festlandsgebiet ohne Sansibar), Ruanda und Burundi sowie ein kleiner Teil Mosambiks (Kionga-Dreieck) bildeten die ehemalige Kolonie Deutsch-Ostafrika. Kenia wurde als Britisch-Ostafrika, Mosambik als Portugiesisch-Ostafrika bezeichnet. Zwischen 1885 und 1890 versuchten deutsche Vertreter eine Hegemonie des Deutschen Reiches herzustellen, die von der Somaliküste über Wituland bis nach Deutsch-Ostafrika reichen sollte. Die Pläne scheiterten jedoch an britischen und italienischen Kolonialbestrebungen. Äthiopien, Eritrea, und Somalia wurden 1936–1941 zu Italienisch-Ostafrika zusammengefasst, wobei Äthiopien lediglich besetzt wurde und längst nicht alle Teile unter italienische Gewalt gebracht wurden.
Die Grenzen vieler Staaten wurden durch die Kolonialmächte willkürlich ohne Beachtung von Kultur- oder Völkergrenzen festgelegt.
1967 gründeten Kenia, Tansania und Uganda die Ostafrikanische Gemeinschaft (East African Community, EAC) zur wirtschaftlichen Integration und förderten das in allen drei Ländern verbreitete Swahili als ostafrikanische Verkehrssprache, doch schon 1977 zerbrach diese Gemeinschaft an ihren Gegensätzen und gegenseitigen Einmischungen. Im Juli 2000 wurde die Gemeinschaft offiziell neu gegründet und zählt seit Juli 2007 auch Burundi und Ruanda zu ihren Mitgliedern.

### Geschichte des Tourismus
Tourismus hat in Ostafrika eine sehr lange Tradition. Die ersten Touristen kamen am Anfang des 20. Jahrhunderts und waren Reiche aus Europa und Amerika, die auf Großwildjagd gingen. In dieser Frühphase waren darunter auch Politiker wie Winston Churchill und der amerikanische Präsident Theodore Roosevelt, der 500 Träger – unter anderem für Champagner – benötigte. Die Großwildjagd wurde in den 1920- und 1930er Jahren populär. Schriftsteller wie Ernest Hemingway verewigten diese Abenteuer in ihren Erzählungen, die oft auch verfilmt wurden. Die Großwildjagd blieb bis in die 1960er Jahre exklusiv, wobei es hier aber schon zu einem gut ausgebautes Hotel- und Lodgennetz kam.
Der Massentourismus begann in den späten 1960er Jahren. Die Zahlen ausländischer Besucher stiegen von 1963 bis 1971 in Kenia von 110.000 auf 400.000. In den 1970er Jahren wurde die Großwildjagd verboten und von der „Jagd mit der Kamera“ abgelöst. Die meisten Safaris zu den tansanischen Attraktionen Serengeti und Ngorongoro gingen nicht von Tansania, sondern von Kenia aus. Als 1977 die kenianisch-tansanische Grenze geschlossen wurde, erlitt Tansania den größten Schaden, denn die Besucherzahlen gingen bis 1985 von 178.000 auf 58.000 zurück. Kenias Boom dagegen hielt weiter an, so dass 1985 540.000 Touristen kamen (17 % mehr als im Vorjahr) und es im Folgejahr fast 650.000 waren. Stärkste Besucherkontingente kamen aus Deutschland (1985 mit 100.000), Großbritannien, Amerika (60.000) und aus der Schweiz (40.000). 1988 verfügte Kenia über fast 30.000 Hotelbetten, damit waren 80.000 Arbeitsplätze direkt mit dem Tourismus verbunden. 1986 resultierten daraus Einnahmen von fast 350 Millionen US-Dollar, welche die zweitgrößte Devisenquelle nach Kaffee darstellten.

## Rundfunkberichte
- Linda Staude: Wertvolles Gut – Der Kampf um knappes Trinkwasser in Ostafrika, Deutschlandfunk – „Hintergrund“ vom 1. September 2018
- Linda Staude: Familienplanung als Herausforderung – Ostafrikas Umgang mit der Bevölkerungsexplosion, Deutschlandfunk – „Hintergrund“ vom 5. September 2018